# Asmolov
Asmolov je priimek več oseb:
- Aleksej Nikitovič Asmolov (1906–1981), sovjetski general
- Vladimir Grigorijevič Asmolov (* 1946), ruski inženir